# Антал Пухалак
Антал Пухалак (Суботица, 9. јун 1963) je један од најпознатијих фудбалера Спартака из Суботице.

## Биографија
Антал Пухалак рођен 9. јуна 1963. године у Суботици. Прво крилни па после класичан шпиц нападач. Поникао у спартаковом пионирском тиму, једно време играо за суботичко Братство. Остварио запажену фудбалску каријеру у Спартаку, Војводини, Сарајеву и кулском Хајдуку.
Фудбалер са којим је Спартак 1990. године остварио највећи трансфер у историји (165.000 марака). Исте године постао фудбалски интернационалац у Селти из Вига, шпанском прволигашу. Једно време играо у будимпештанском Вашашу.
Антал Пухалак је фудбалер који је постигао највише лигашких голова за Спартак у историји клуба.